# ديريك مولر
ديريك الكسندر مولر (ولد في 9 تشرين الثاني / نوفمبر 1982) هو صانع أفلام ومقدم تلفزيوني أسترالي-كندي الجنسة. عرف بإنشاء قناة يوتيوب فيريتاسيوم. مولر ظهر كمقدم تلفزيوني على برنامج التلفزيون الأسترالي حافز سنة 2008.

## وصلات خارجية
- ديريك مولر على موقع IMDb (الإنجليزية)
- ديريك مولر على موقع قاعدة بيانات الفيلم (الإنجليزية)
- قناة اليوتيوب (باللغة العربية)